# Diritti LGBT in Cambogia
I rapporti omosessuali in Cambogia sono legali, a condizione di svolgersi tra adulti consenzienti in privato e non a scopo di prostituzione.
Mentre i costumi tradizionali del paese tendono ad essere notevolmente tolleranti in questo settore, anche fornendo apertamente il supporto necessario alle persone di "genere intermedio o terzo" (transgender e transessuali), una legislazione chiara a favore dei diritti LGBT non è ancora stata emanata dal governo al potere.
Il primo Gay Pride si è tenuto nel 2003 nella capitale Phnom Penh; ora è un evento annuale che celebra una sempre maggiormente crescente accettazione dell'omosessualità tra la popolazione.
Pur non ufficialmente sponsorizzato dal governo, vi è anche un attivo e prolifico business riguardante i turisti gay che visitano il paese.

## Costumi culturali tradizionali
La lingua khmer riconosce il maschile-pros e il femminile-srey come i due generi dominanti, ma include oltre a questi anche il termine kteuy (equivalente al Kathoey della lingua thailandese) per indicare il terzo genere intermedio tra i primi due: esso descrive una persona che ha le caratteristiche fisiche esterne di un genere, ma che si comporta in un modo più appropriato all'altro (quindi l'uomo effeminato o la donna mascolina).
Come in Thailandia il termine Kathoey si riferisca ora quasi esclusivamente alla persona fisiologicamente maschile che possiede però un'identità femminile, entro un ampio spettro che passa dal travestitismo o crossdressing al transessualismo, così accade anche per il Kteuy cambogiano. La vasta categoria dei Kteuy comprende due sottogruppi distinti, i "capelli corti" e i "capelli lunghi".
Sak Klay-peli brevi/capelli corti sono uomini che si vestono e identificano come uomini ma che, nonostante ciò, intrattengono rapporti sessuali con altri maschi: generalmente già sposati, nella stragrande maggioranza sono bisessuali in quanto non hanno relazioni amorose esclusivamente con uomini. 
I Sak veng (o srei sros, letteralm. "belle ragazze")-capelli lunghi sono invece coloro che si comportano come donne e vengono individuati come appartenenti maggiormente al genere femminile; in tal categoria rientrano anche i trans e tutti coloro che utilizzano terapie ormonali o chirurgiche per cambiare il proprio sesso fisico.
Pros pith brakat-uomini veri, sono uomini che appaiono, s'identificano e si comportano come uomini e rappresentano il principale oggetto del desiderio delle due categorie precedenti: alcuni avranno rapporti sessuali solo con le donne (quindi eterosessuali), ma altri tra loro possono indulgere in una gamma di partner sessuali sia maschili che femminili.
I Kteuy sono costretti ad affrontare notevoli problemi di accettazione sociale, quando non di vera e propria violenza; come detto, il contesto sociale generale nei loro confronti è di aperta tolleranza, ma coloro che trasgrediscono al comportamento di genere (in special modo nelle questioni relative a matrimonio e figli) sono in ogni caso trattati con disprezzo, diventando così con molta facilità un implicito oggetto di discriminazione: difatti i cosiddetti "veri uomini" con lavori importanti ma che si impegnano in relazioni omosessuali durature tengono la cosa accuratamente nascosta.
Alcuni di questi "uomini veri" hanno violenti pregiudizi nei confronti della vasta gamma di Kteuy e possono arrivare al punto d'attaccarli fisicamente o usare loro violenza: l'ex re Norodom Sihanouk una volta ha commentato che sono proprio loro, non le minoranze, ad esser la fonte della violenza insita nella società civile.
La tolleranza culturale non è ancora sostenuta da una legislazione favorevole ai diritti LGBT; mentre i costumi e il buddhismo tendono a produrre un certo grado di accettazione nei confronti delle persone LGBT, molestie e discriminazioni ancora si verificano, oltre ad una forte pressione perché si sposino e mettano su famiglia.

## Discriminazioni e turismo
Nel 2007, il primo ministro cambogiano Hun Sen ha dichiarato pubblicamente che stava per rinnegare e diseredare la propria figlia adottiva in quanto ella s'era rivelata essere una lesbica che era andata a convivere con un'altra donna; a causa di questo fatto ha poi avuto un conflitto di posizioni col re.
Tuttavia, lo stesso politico ha anche dichiarato che era contrario al fatto che i genitori maltrattassero i propri figli quando questi mostravano chiari segni d'esser omosessuali.
Nel 2010 il centro cambogiano per i diritti umani (una ONG no-profit) ha messo a punto un progetto di emancipazione delle persone LGBT fornendo aiuto e protezione contro discriminazioni basate sull'orientamento sessuale e l'identità di genere, per sostenere i loro diritti e migliorare il rispetto loro dovuto; a fine anno ha poi presentato una relazione sulla situazione presente in quel momento nel paese.
Nel febbraio 2011, dopo che alcune imprese turistiche hanno dato il via ad una campagna globale chiamata "Adore Cambodia!" rivolta ai ricchi turisti omosessuali provenienti dall'occidente per far saper loro d'esser i benvenuti, il ministero del turismo ha mostrato d'accoglier favorevolmente una tal iniziativa affermando di non aver alcuna politica discriminatoria riguardanti preferenze sessuali, nazione di provenienza o religione d'appartenenza.

## Riconoscimento delle coppie omosessuali
Nel febbraio 2004 la questione dei diritti dei gay è stata discussa dall'allora sovrano Sihanouk; il re ha poi scritto sul suo sito web di essere rimasto colpito dei matrimoni tra partner dello stesso sesso avvenuti a San Francisco e che, se il suo popolo avesse desiderato che il matrimonio gay fosse legalizzato anche in Cambogia egli non si sarebbe di certo opposto: dichiarò anche ch'egli credeva che Dio vedesse gli omosessuali, così come i transessuali, come perfettamente uguali a tutti gli altri, in quanto facenti parte della vasta gamma dei gusti umani.
La carta costituzionale definisce il matrimonio possibile solamente tra un uomo e una donna, mentre cerimonie matrimoniali religiose tra partner dello stesso sesso possono essere officiate dal clero buddhista. Nel 1995 due donne già precedentemente sposate e con figli si sono unite in matrimonio tra loro, con piena approvazione e riconoscimento ufficiale.

## Cultura di massa
La tolleranza nei confronti delle persone LGBT vive all'interno dei costumi culturali tradizionali abbinata alla moderna cultura popolare: il primo film cambogiano raffigurante una relazione omosessuale ha debuttato all'inizio del 2009, avendo presto un gran successo in tutto il paese.